# Kölnabuken
Kölnabuken är en sjö i Laxå kommun i Västergötland och ingår i Motala ströms huvudavrinningsområde. Kölnabuken ligger i Tivedens nationalpark (västra) Natura 2000-område. Sjöns area är 0,003 kvadratkilometer och den är belägen 180 meter över havet.